# Scopula perornata
Scopula perornata là một loài bướm đêm trong họ Geometridae.